# Palazzo dello Sport Maria Piantanida
Il Palazzo dello Sport Maria Piantanida o in breve PalaPiantanida, noto anche come PalaYamamay fino al 2020 e poi E-Work Arena per ragioni di sponsorizzazione, è un impianto sportivo coperto di Busto Arsizio e ospita gli incontri interni della società di pallavolo femminile Busto Arsizio.
È dedicato a Maria Piantanida, pioniera dello sport bustocco. In passato il palazzetto fu anche utilizzato dalla Pallacanestro Varese a causa della ristrutturazione del palazzetto di Varese.

## Storia e descrizione
Inaugurato a fine 1997, il palazzetto è di proprietà del comune e dal primo maggio 2006 in carico all'Agesp, municipalizzata di Busto Arsizio erogatrice di diversi servizi. Nel dicembre 2006 è stato firmato un accordo di denominazione con la Inticom, azienda di intimo e moda mare con sede a Gallarate, che attraverso il marchio Yamamay ha sponsorizzato per diversi anni la società di pallavolo femminile UYBA Volley, prima fruitrice dell'impianto.
La gestione è Agesp, la UYBA Volley paga l'affitto e, attraverso scrittura privata, ha l'utilizzo esclusivo dell'arena centrale, il cui piano di gioco è stato rifatto nell'agosto 2008 con un parquet ammortizzato completamente smontabile. Nell'estate 2011 è stato dotato di impianto di climatizzazione e di un maxi-schermo a led di 5 metri per 4.
L'area tecnico-sportiva ha un ingresso dedicato con 36 posti auto, più un centinaio nel parco chiuso. I parcheggi pubblici sono 870, sommati soddisfano il richiesto rapporto posti auto-capienza. È stato pensato con lungimiranza: la divisione dei settori, gli accessi separati per area privata, pubblico generico e tifoserie ospiti sono là da vedere. Il foyer d'ingresso misura 1 000 m². Il campo B è usato dalla UYBA Volley giovani, il settore giovanile della squadra di serie A1, come dalle scuole o altre società sportive. La cupola in legno lamellare ha ricevuto l'apprezzamento di diverse riviste di settore.
L'impianto è una delle quattro sedi che hanno ospitato il campionato europeo femminile di pallavolo 2011, organizzato congiuntamente da Italia e Serbia.
Il parcheggio circostante dal 2013 è dotato di pensiline con pannelli solari.
Nel 2020 viene siglato un nuovo accordo per la denominazione con e-work - Agenzia per il lavoro. Da qui il nome E-work Arena.